# Moses W. Field
Moses Whelock Field (* 10. Februar 1828 in Watertown,  Jefferson County, New York; † 14. März 1889 in Detroit, Michigan) war ein US-amerikanischer Politiker. Zwischen 1873 und 1875 vertrat er den Bundesstaat Michigan im US-Repräsentantenhaus.

## Werdegang
Noch in seiner Jugend zog Moses Field mit seinen Eltern nach Cato im Cayuga County, wo er die öffentlichen Schulen besuchte. Im Jahr 1844 ließ er sich in Detroit nieder, wo er im Handel und in der Landwirtschaft arbeitete. Politisch schloss er sich der Republikanischen Partei an. Von 1863 bis 1865 saß er im Stadtrat von Detroit.
Bei den Kongresswahlen des Jahres 1872 wurde er im ersten Wahlbezirk von Michigan in das US-Repräsentantenhaus in Washington, D.C. gewählt, wo er am 4. März 1873 die Nachfolge von Henry Waldron antrat, der in den zweiten Distrikt wechselte. Da er bei den Wahlen des Jahres 1874 dem Demokraten Alpheus S. Williams unterlag, konnte er bis zum 3. März 1875 nur eine Legislaturperiode im Kongress absolvieren.
Nach seinem Ausscheiden aus dem US-Repräsentantenhaus wurde Moses Field einer der Gründer der kurzlebigen Greenback Party. Im Mai 1876 organisierte er deren ersten Bundesparteitag in Indianapolis. Im Jahr 1888 wurde er Vorstandsmitglied der University of Michigan. Moses Field verbrachte seinen Lebensabend auf seiner Farm „Linden Lawn“ in Hamtramck, einem Vorort von Detroit, wo er am 14. März 1889 starb.